# Lars Drougge

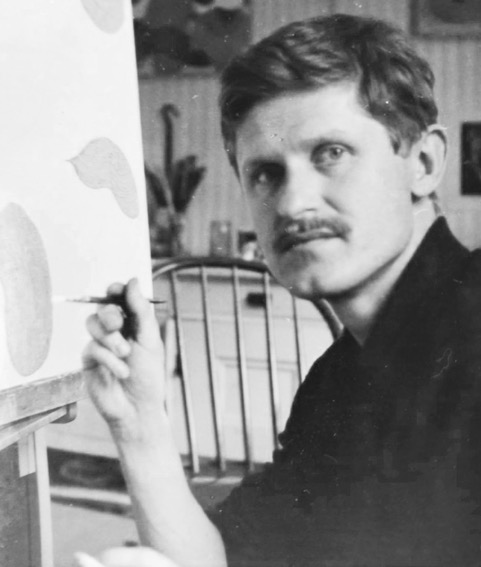
Lars Drougge fotograferad av Benedicte Bergmann

Lars Erik Drougge född 1 mars 1930 i Stockholm (Gustav Vasa), död 2007 i Göteborg, var en svensk målare, tecknare och skulptör. Under 1950-, 1960- och 1970-talen gjorde han sig känd för sitt "livsbekräftande nonfigurativa måleri med dansande former i lysande ren kolorit". Han finns representerad på Göteborgs konstmuseum och Moderna Museet i Stockholm och har gjort utsmyckningar för bland annat Östra sjukhuset i Göteborg 1971 och en väggrelief av emalj för Göteborgs spårvägar 1970 - samt skulpturer.

## Barn- och ungdomsår
Fadern Per Leonard Vestlund reste tidigt till Spanien för att slåss mot Franco och stupade där. Modern Elsa Margareta Elisabeth Drougge arbetade som piga på Östermalm och hade svårt att ensam ta hand om Lars, som istället togs om hand av sin mormor. Modern träffade en ny man, Hjalmar, som presenterades som hans far, och de bodde då i Uppsala.
I skolan fann Drougge en vän i den jämnårige Ole Hjorth, son till konstnärerna Bror Hjorth och Tove Friis, och var ofta i deras hem, och vänskapen höll i sig livet ut. Här mötte han konstlivet för första gången och tiden hos familjen Hjorth kom att bli avgörande för Drougges utveckling till konstnär. 
Som 16-åring flyttade Drougge till Stockholm där hans konstnärstalanger fick spelrum när han fick anställning som porslinsmålare på Upsala Ekeby keramikfabrik och keramiker på Skansen.

## 1950 – cirka 1980
Lars Drougge träffade Margareta Lalita Thakur och antogs 1952 till Valands Konstskola där han studerade för Endre Nemes och tillhörde den grupp konstnärer kring Nemes som bildade Grupp 54. Hans måleri utvecklades nu mot det nonfigurativa och abstrakta som kom att bli hans kännemärke.  
Efter Valands konstskola bodde Drougge och Thakur i Stockholm, där de ingick äktenskap 1956. Här arbetade han som påklädare på Dramaten. De kommande tre åren bodde de tidvis i Göteborg, tidvis i Stockholm för att våren 1959 flytta till Biskopsgården i Göteborg. De fick sonen Anders och dottern Karin. 
1962 ingick Drougge sitt andra äktenskap med den danska konstnären Benedicte Bergmann, som vid den tiden var bosatt och verksam i Göteborg. Både Drougge och Bergmann var aktiva i Grupp 54 och Galleri 54 och medverkade där i flera samlingsutställningar och en gemensam separatutställning 1964. De skildes 1968, deras dotter Maria Bergmann Drougge (f. 1965) är konstnär verksam i Köpenhamn.

## Cirka 1980 – 2007
I början av 1980-talet flyttade Lars Drougge till Kiruna och arbetade där som teckningslärare. Under perioden i Kiruna återvände Drougge till ett mer figurativt måleri med landskap och naturskildringar.  
Lars Drougge var verksam som konstnär fram till sin bortgång, om än i mindre format (teckningar, akvarell och kritor). De sista åren bodde han i Guldheden i Göteborg. Han är begravd i Asferg i Danmark.

## Utställningar i urval

### Separatutställningar[5]
- 1957 Uppsala Konsthall
- 1960 Sturegalleriet, Stockholm
- 1963 Galleri MNK Modern nordisk konst, Karlstad 26/2-10/3 (m. Benedicte Bergmann)
- 1964 Galleri 54, Göteborg (m. Benedicte Bergmann)
- 1968 Galleri Bleu, Stockholm
- 1974 Galleri Grön, Göteborg

### Samlingsutställningar[6]
- 1959 Galleri 54, Göteborg
- 1960 Galleri 54, Göteborg
- 1960 Museet, Jönköping
- 1960 Landskrona
- 1961 Sturegalleriet, Stockholm
- 1961 Sveagalleriet, Stockholm
- 1961 Aspect, Stockholm
- 1961 Galleri 54, Göteborg
- 1962 Galerie Moderne, Silkeborg
- 1962 Kunstutstillingsbygningen, Odense
- 1962 Galleri KB, Oslo
- 1962 Galleri 54, Göteborg
- 1962 Amundarsalur, Reykjavik
- 1962 Galerie Hörhammer, Helsingfors
- 1969 Galleri 54, Göteborg, Grupputställning 6/12-22/12
- 1980 Galleri 54, Göteborg, Sommarutställning, medlemmar i Grupp 54 2/8-31/8